# Pavol Jantausch
Pavol Jantausch (ur. 27 czerwca 1870 w Vrbové, zm. 29 czerwca 1947 w Trnawie) – słowacki biskup katolicki, administrator apostolski archidiecezji ostrzyhomskiej znajdującej się w granicach Czechosłowacji ze stolicą w Trnawie od 1922 roku.

## Życiorys
Urodził się w 1870 roku w Vrbové. Uczęszczał do szkół w Trnawie, Bratysławie i Ostrzyhomiu. Po pomyślnie zdanym egzaminie maturalnym w Trnawie, rozpoczął w 1889 roku studia teologiczne w Wiedniu ukończone doktoratem. święcenia kapłańskie otrzymał w 1893 roku. Pracował następnie kolejno w parafiach należących do archidiecezji ostrzyhomskiej w Topolczanach, Smoleniciach, Bojnej i w Bratysławie-Blumentálu. W 1906 roku został proboszczem w Ludanicach.
Jednym z efektów I wojny światowej był rozpad Austro-Węgier, w wyniku czego Węgry zostały zredukowane między innymi o obszar Słowacji (1918), która wraz z Czechami utworzyła wspólne państwo – Czechosłowację, co zostało ostatecznie zostało potwierdzone podczas konferencji pokojowej w Trianon w 1920 roku. Dwa lata później papież Pius XI powołał do życia z tej części archidiecezji, która znalazła się w granicach nowej republiki – administraturę apostolską, na czele której postawił księdza Jantauscha, co miało miejsce 29 maja 1922 roku.
Trzy lata później, 30 marca 1925 roku został mianowany biskupem tytularnym Priene. Jego konsekracja biskupia miała miejsce 14 czerwca tego samego roku. Głównym konsekratorem był ordynariusz niterski, biskup Karol Kmetko. Jantausch zorganizował od podstaw struktury administracyjne w swojej quasi-diecezji. W 1936 roku przyczynił się do powstania Wydziału Teologii Katolickiej na Uniwersytecie Komeńskiego w Bratysławie, a dwa lata później Gimnazjum Biskupiego w Trnawie. Ufundował w swojej w rodzinnej miejscowości klasztor norbertanów w 1930 roku. Swoje obowiązki pełnił do swojej śmierci, która miała miejsce w 1947 roku w Trnawie. Zgodnie ze swoją ostatnią wolą został pochowany w rodzinnej miejscowości.